# M83 (гурт)
M83 — це французький електронний музичний гурт, що поєднує у своїй творчості різні напрямки музики, серед яких переважають електронні стилі, такі як синті-поп та шугейзинг. Основний учасник гурту Ентоні Гонсалес — вокаліст, автор пісень, мульти-інструменталіст та продюсер. Гурт був створений в 2001 році як дует з Ніколя Фромажо в Антибі, Франція і випустив сім альбомів та два саундтреки, зокрема «Hurry Up, We're Dreaming», який отримав в 2013 році премію «Греммі» за найкращий альтернативний альбом.
Шляхи Гонсалесу та Фромажо розійшлися після виходу другого студійного альбому «Dead Cities, Red Seas & Lost Ghosts». З того часу Гонсалес записує музику переважно самостійно, співпрацюючи разом з іншими артистами в якості гостьових музикантів. Гурт видається на лейблі «Mute Records» і здобув міжнародний успіх у 2011 році з синглом «Midnight City». Останній альбом гурту «Fantasy» був випущений в 2023 році.
Назва гурту є абревіатурою назви спіральної галактики Messier 83.

## Дискографія

### Студійні альбоми
| Деталі                                                                            | Рік  | Найвища позиція у чарті | Найвища позиція у чарті | Найвища позиція у чарті | Найвища позиція у чарті | Найвища позиція у чарті | Найвища позиція у чарті | Найвища позиція у чарті | Найвища позиція у чарті | Найвища позиція у чарті | Найвища позиція у чарті | Найвища позиція у чарті |
| Деталі                                                                            | Рік  | Франція                 | AUS                     | BE (Vl)                 | BE (Wa)                 | Канада                  | ESP                     | IRL                     | NO                      | SWI                     | UK                      | US                      |
| --------------------------------------------------------------------------------- | ---- | ----------------------- | ----------------------- | ----------------------- | ----------------------- | ----------------------- | ----------------------- | ----------------------- | ----------------------- | ----------------------- | ----------------------- | ----------------------- |
| M83 - Released: 18 April 2001 - Label: Gooom/Mute                                 | 2001 | —                       | —                       | —                       | —                       | —                       | —                       | —                       | —                       | —                       | —                       | —                       |
| Dead Cities, Red Seas & Lost Ghosts - Released: 14 April 2003 - Label: Gooom/Mute | 2003 | 116                     | —                       | —                       | —                       | —                       | —                       | —                       | —                       | —                       | —                       | —                       |
| Before the Dawn Heals Us - Released: 24 January 2005 - Label: Gooom/Mute          | 2005 | 103                     | —                       | —                       | —                       | —                       | —                       | —                       | —                       | —                       | —                       | —                       |
| Digital Shades Vol. 1 - Released: 3 September 2007 - Label: Mute                  | 2007 | —                       | —                       | —                       | —                       | —                       | —                       | —                       | —                       | —                       | —                       | —                       |
| Saturdays = Youth - Released: 11 April 2008 - Label: Virgin                       | 2008 | 173                     | —                       | —                       | —                       | —                       | —                       | —                       | —                       | —                       | —                       | 107                     |
| Hurry Up, We're Dreaming - Released: 18 October 2011 - Label: Naïve               | 2011 | 70                      | 37                      | 30                      | 58                      | 37                      | 70                      | 53                      | 18                      | 65                      | 44                      | 15                      |
| Junk - Released: 8 квітня 2016 - Label: Mute                                      | 2016 | 26                      | 12                      | 30                      | 30                      | 46                      | 52                      | 34                      | 30                      | 28                      | 28                      | 26                      |
| DSVII - Released: 20 вересня 2019 - Label: Naïve/Mute                             | 2019 | To be released          | To be released          | To be released          | To be released          | To be released          | To be released          | To be released          | To be released          | To be released          | To be released          | To be released          |
| «—» denotes a title that did not chart, or was not released in that territory.    |      |                         |                         |                         |                         |                         |                         |                         |                         |                         |                         |                         |

### Сингли
| Single                                                                         | Year | Peak chart positions | Peak chart positions | Peak chart positions | Peak chart positions | Peak chart positions | Album                               |
| Single                                                                         | Year | FRA                  | BE (Vl)              | UK                   | US Alt               | US Rock              | Album                               |
| ------------------------------------------------------------------------------ | ---- | -------------------- | -------------------- | -------------------- | -------------------- | -------------------- | ----------------------------------- |
| «Slowly»/«Sitting»                                                             | 2002 | —                    | —                    | —                    | —                    | —                    | M83                                 |
| «Run into Flowers»                                                             | 2003 | —                    | —                    | —                    | —                    | —                    | Dead Cities, Red Seas & Lost Ghosts |
| «0078h»                                                                        | 2003 | —                    | —                    | —                    | —                    | —                    | Dead Cities, Red Seas & Lost Ghosts |
| «America»                                                                      | 2004 | —                    | —                    | —                    | —                    | —                    | Dead Cities, Red Seas & Lost Ghosts |
| «A Guitar and a Heart»/«Safe»                                                  | 2004 | —                    | —                    | —                    | —                    | —                    | Before the Dawn Heals Us            |
| «Don't Save Us From the Flames»                                                | 2005 | —                    | —                    | —                    | —                    | —                    | Before the Dawn Heals Us            |
| «Teen Angst»                                                                   | 2005 | —                    | —                    | —                    | —                    | —                    | Before the Dawn Heals Us            |
| «Couleurs»                                                                     | 2008 | —                    | —                    | —                    | —                    | —                    | Saturdays = Youth                   |
| «Graveyard Girl»                                                               | 2008 | —                    | —                    | —                    | —                    | —                    | Saturdays = Youth                   |
| «Kim & Jessie»                                                                 | 2008 | —                    | —                    | —                    | —                    | —                    | Saturdays = Youth                   |
| «We Own the Sky»                                                               | 2008 | —                    | —                    | —                    | —                    | —                    | Saturdays = Youth                   |
| «Black Hole»                                                                   | 2010 | —                    | —                    | —                    | —                    | —                    | Н/Д                                 |
| «Midnight City»                                                                | 2011 | 91                   | 39                   | 51                   | 23                   | 29                   | Hurry Up, We're Dreaming            |
| «Reunion»                                                                      | 2012 | —                    | —                    | —                    | —                    | —                    | Hurry Up, We're Dreaming            |
| «—» denotes a title that did not chart, or was not released in that territory. |      |                      |                      |                      |                      |                      |                                     |

### Ремікси
- Steve & Rob — «Wallis & Futuna» (2000)
- Kids Indestructible — «Trans-Pennine Express» (2003)
- Goldfrapp — «Black Cherry» (2004)
- Abstrackt Keal Agram — «Jason Lytle» (2004)
- Placebo — «Protège Moi» (2004)
- Bumblebeez 81 — «Vila Attack» (2004)
- Bloc Party — «The Pioneers» (2005)
- Telex — «How Do You Dance» (2006)
- Depeche Mode — «Suffer Well» (2006)
- Fortune — «Mission» (2007)
- Midnight Juggernauts — «Shadows» (2008)
- Maps — «To the Sky» (2008)
- Van She — «Kelly» (2008)
- Fires of Rome — «Set in Stone» (2008)
- White Lies — «Nothing to Give» (2009)
- Deftones — «Rocket Skates» (2010)
- Daft Punk — «Fall» (w/Big Black Delta) (2011)

## Музика до фільмів
- «Ніж у серці» (фр. Un couteau dans le cœur, 2018)
- «Пан Робот» (3 сезон, 10 серія)
- "Світ забуття" (англ. Oblivion, 2013)